# Žalany (železniční zastávka)
Žalany jsou železniční zastávka a nákladiště ve stejnojmenné obci v okrese Teplice. Leží v km 13,530 na jednokolejné regionální dráze Lovosice – Teplice v Čechách mezi stanicemi Lovosice  a Úpořiny.

## Historie
Původní železniční stanici vybudovala společnost Ústecko-teplická dráha (ATE) a byla uvedena do provozu spolu se železnicí v roce 1897 pod názvem Schallan. V roce 1918 byl název změněn na Žalany. V roce 1961 ve stanici vykolejil nákladní vlak.

## Popis
Stanice byla postavena podle typizovaných plánů společnosti ATE. V zastávce je čekárna a zvýšené nástupiště 90 m dlouhé. V blízkosti zastávky je úrovňový železniční přejezd P2053 se silnicí II/258. Z koleje č. 4 vedla vlečka do podniku Vodní stavby Žalany.